# Thomas Byrnes
Pour les articles homonymes, voir Byrnes.
Thomas Joseph Byrnes (11 novembre 1860-27 septembre 1898) a été Premier ministre du Queensland d'avril 1898 à sa mort, après avoir occupé plusieurs postes ministériels au cours de sa carrière parlementaire. 

## Biographie
Byrnes est né à Spring Hill (en)] de parents irlandais. Bénéficiaire d'une bourse d'études, il a étudié au lycée à Brisbane, puis a étudié le droit à l'Université de Melbourne. Il est revenu à Brisbane en 1894 après avoir obtenu son diplôme et a commencé une brillante carrière d'avocat. Son talent a attiré sur lui l'attention de son collègue avocat Sir Samuel Griffith, alors premier ministre du Queensland, qui le nomma Solicitor general avec un siège au Conseil législatif, la chambre haute du Queensland. Byrnes quitta son poste au Conseil législatif pour être représentant de Cairns à l'Assemblée législative en 1893. 
Sir Thomas McIlwraith le nomma procureur général dans le Continuous Ministry, et quand Hugh Nelson démissionna de son poste de premier ministre, Byrnes, de loin le plus jeune membre du gouvernement, devint premier ministre. Ses capacités faisaient qu'on attendait de nombreuses choses de lui, mais il contracta tout à coup une pneumonie et mourut en septembre 1898 à l'âge de 37 ans.